# Burundi en los Juegos Paralímpicos de Tokio 2020
Burundi estuvo representado en los Juegos Paralímpicos de Tokio 2020 por dos deportistas, un hombre y una mujer. El equipo paralímpico burundés no obtuvo ninguna medalla en estos Juegos.